# Aït Seghrouchen

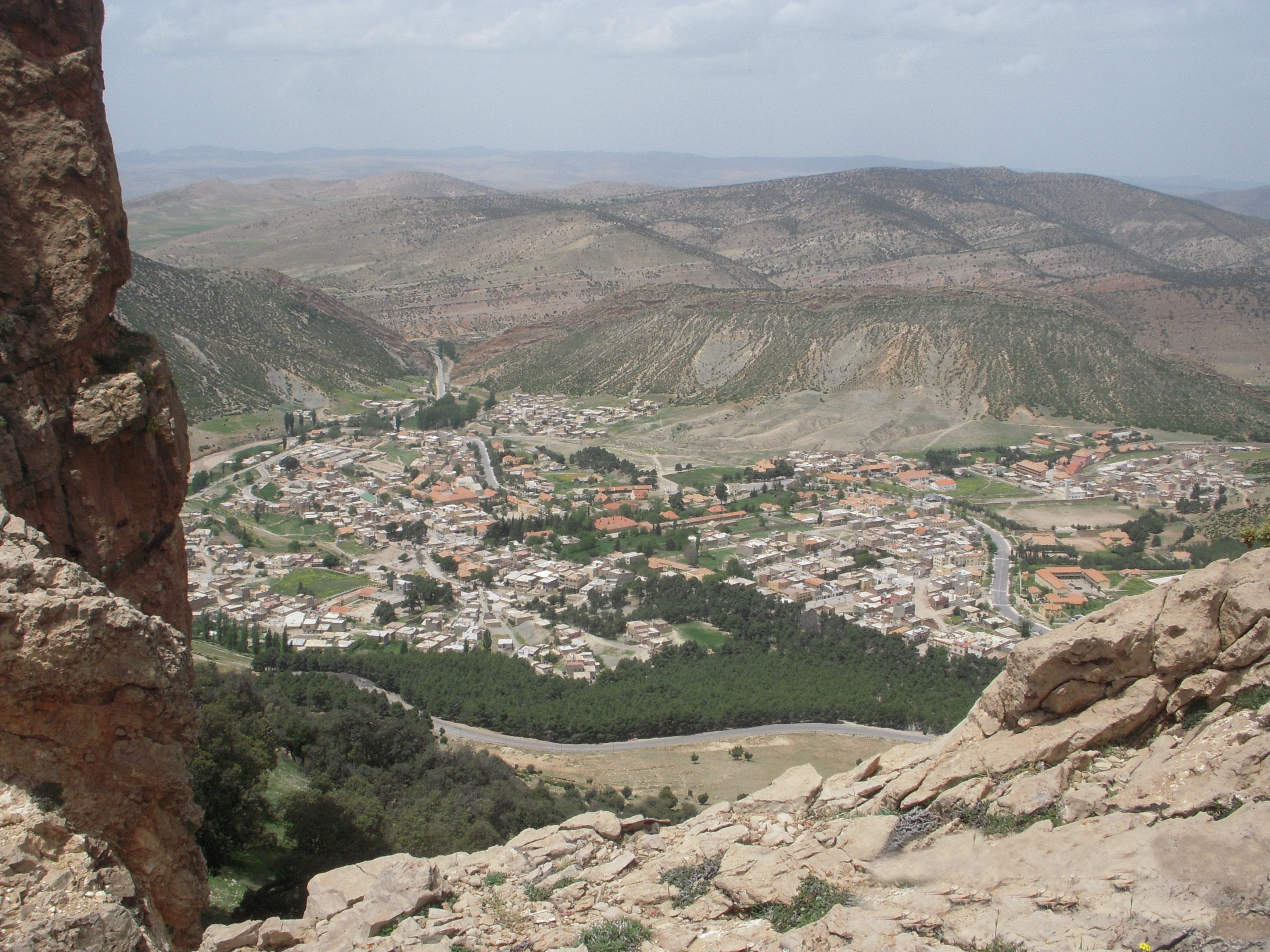
Boulmane, capital dels Aït Seghrouchen

Els Aït Seghrouchen són una tribu amaziga zeneta de l'Atles Mitjà marroquí. La parla local, anomenada Taseghrouchnit, és una parla zeneta que és tanmateix intel·ligible amb les parles veïnes de l'Atlas Mitjà.
Els Ait Seghrouchen gaudeixen d'una gran influència a la regió. Segons la llegenda, Moulay Ali Ben Amer, el seu avantpassat epònim, hauria assecat un xacal que devorava una ovella (Seghr: fer assecar, Ouchen: xacal), que és el que ha donat el nom Seghrouchen.

## Distribució geogràfica
Els Ait Seghrouchen estan establerts a l'Atlas Mitjà, al sud de Fes. La tribu no està completament agrupada al mateix territori. Els diversos punts ocupats pels Ait Seghrouchen formen, al mapa, una sèrie d'illots d'amplitud molt variable, força allunyats els uns dels altres, a vegades sense embuts al territori d'una altra tribu. Els més extensos d'aquests grups, entre Sufruy i la part alta del riu Muluia, són, de nord a sud:
- Els Ait Seghrouchen de Harira, establerts a uns cinquanta quilòmetres al sud-est de Fes, al veïnat dels Béni Ouaraine. Procedents de Djebel Tichoukt, van comprar als Beni Yazgha el territori que ocupen a prop de Tazroute o Tamezzart.

- Els Ait Seghrouchen d'Imouzzer Kandar a les dues ribes d'un afluent del Sebou, anomenat Targa tauraght. Hi destaca la presència de curiosos habitatges subterranis excavats en aquell moment per la tribu dels Aït Serghrouchen.

- Els Ait Seghrouchen de Djebel Tichoukt, al voltant de les Zaouiats de Moulay Sa'id i Sidi 'Aqqa. Més al sud, els Ait Bou Achchaoun s'agrupen al voltant de la Zaouiat de Moulay 'Ali Ben' Amer. Els Ait Seghrouchen són considerats per Jebel Tichoukt com el bressol de tota la tribu. És en aquesta regió que el seu avantpassat Sidi 'Ali, expulsat de Fes, va establir-se amb la seva família i va prosperar.

- Els Ait Seghrouchen de Gourrama, recentment incorporats a la província de Midelt.

- Els Ait Seghrouchen de Skoura M'daz. Charles de Foucauld va informar de grans grups d'Ait Seghrouchen a la riba dreta del Muluia.

## Filmografia
- Indígenes, de Rachid Bouchareb on Samy Naceri juga el paper d'un goumier Seghrouchni marroquí participant en la segona guerra mundial (2006).